# 2025年ンジャメナ襲撃事件

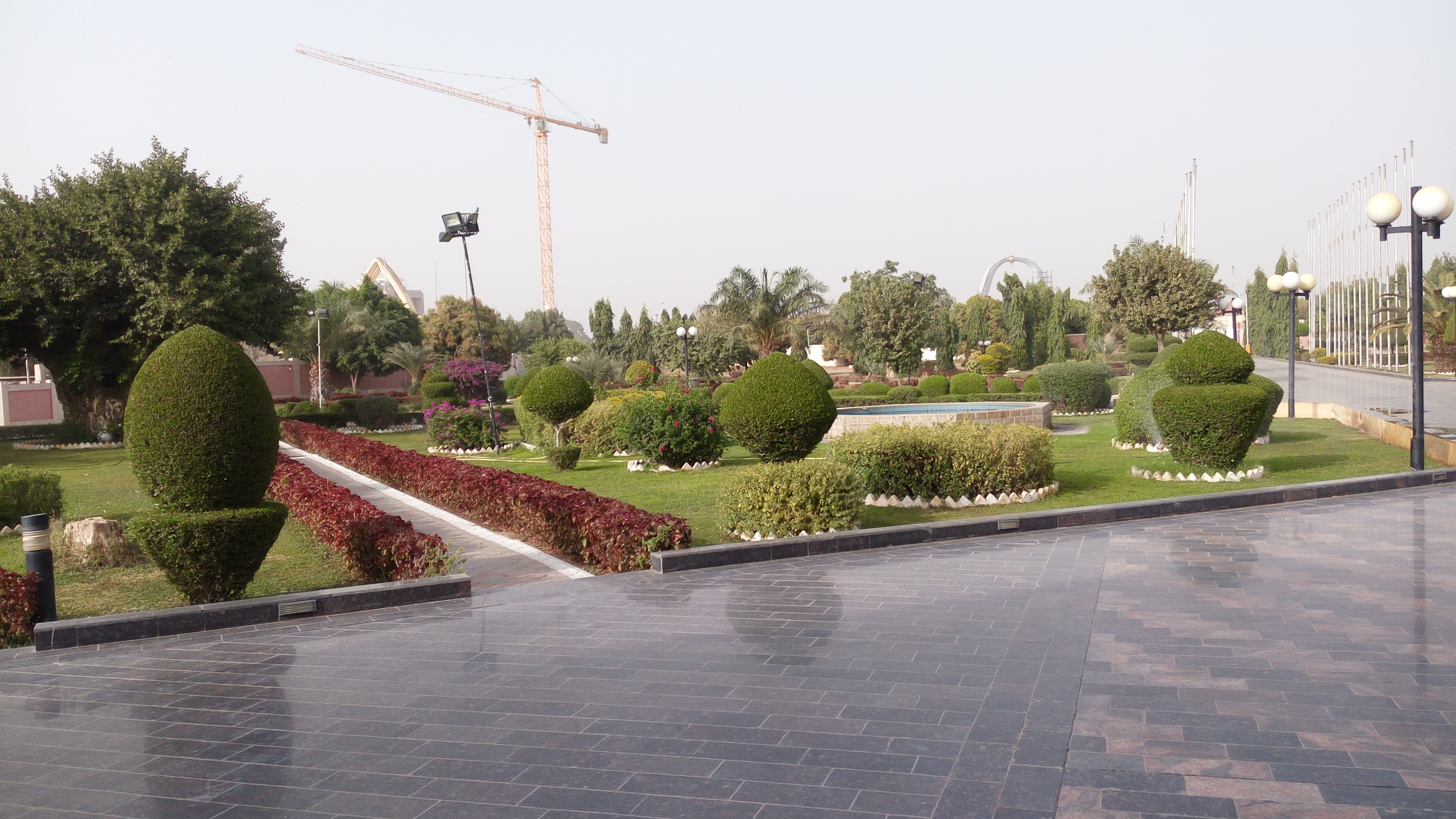
襲撃された大統領官邸の中庭

2025年1月8日、チャドの首都ンジャメナにある大統領官邸（通称ローズ宮殿）が襲撃された。24人の襲撃犯は、大統領官邸のセキュリティゲートから侵入を試みたが、治安部隊と交戦。チャドのマハマト・デビ大統領は当時大統領官邸内にいたが、後に声明を発表し、自分が襲撃の標的になったとの見方を示した。事件の結果、襲撃犯18人と大統領警護官1人の計19人が死亡した。
この攻撃について、外務大臣は「事態が不安定化するのを防ぐことに成功した」と宣言した。ほか、外務大臣はテロ攻撃であることを否定し、襲撃者たちを「ただの盗賊だ」とした。犯人の動機と所属組織について政府による調査が開始されたが、情報筋によれば、犯行はジハード主義グループのボコ・ハラムによるものだという。同国は2014年以来、ボコ・ハラムによる攻撃により内戦状態にある。ボコ・ハラムは、攻撃への関与を否定している。

## 背景
2014年以来、ボコ・ハラムはチャド西部でも活動しており、ナイジェリア国境からチャド西部の民間人や軍事施設に対して越境攻撃を仕掛けている。2024年からは、チャドでのボコ・ハラムによる攻撃は激化し、ングブア村近くのチャド軍基地が襲撃され、40人のチャド兵が死亡した。さらに、チャドはイスラム国やアルカーイダとつながりのあるイスラム過激派組織とも対峙している。
ボコ・ハラムによる暴力の激化は、フランス軍がチャドから撤退するなかで起こった。フランスは古くからチャドの同盟国であり、何十年もの間、チャドに軍事援助を提供し、チャド軍に訓練を行い、反政府勢力に対しては空爆を行ってきた。2024年11月29日、フランスのジャン＝ノエル・バロ外相がンジャメナを訪問した際、チャドはフランスとの防衛協定の終了を発表し、フランス軍関係者の国外退去を要請した。12月までにフランス軍の大半はチャドを撤退し、残りの部隊は1月末までに撤退する予定だった。デビ大統領は、ハンガリー、中国、ロシア、アラブ首長国連邦と蜜月な関係を築こうとしていた。

## 事件発生

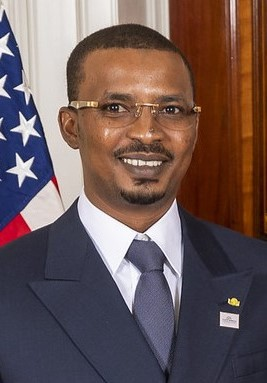
マハマト・デビ大統領

事件は午後8時45分に発生した。チャドの首都ンジャメナにある大統領官邸を、少なくとも24人で構成されていた武装集団が襲撃した。この襲撃事件は、中国の王毅外相が首都を訪問した数時間後に起きた。襲撃犯は警備ゲートまで車で行き、車の故障を装って車を降り、攻撃を開始した。銃撃戦は午後9時半まで続いた。襲撃時、チャドのマハマト・デビ大統領は大統領官邸内におり、襲撃者は官邸を襲撃しようとしていた。一般市民は巻き添えを避けるために車やオートバイで官邸付近から逃げた。混乱のなか、一部の市民はクーデターが起こったと思ったという。
チャドのアブデラマン・クラマラ外相によれば、襲撃犯はナイフと鉈で武装していた。
襲撃犯は4人の警備員を刺し、1人を殺し、2人に重傷を負わせた。4人目の警備員も負傷したが、命に別状はなかった。その後、襲撃犯は大統領官邸への侵入を試み、そこで治安部隊と戦闘になった。クラマラによれば、襲撃犯のうち18人が死亡、6人が負傷し、治安部隊からは1人が死亡、5人が重傷を負ったという。 ソーシャルメディアには襲撃犯が殺害される動画などが出回った。
襲撃犯のほとんどはンジャメナ出身の地元の若者で、混乱しており、アルコールと薬物の影響で酔っていた。襲撃犯は自分たちのことを、犯罪者を描いたフランスのコミックシリーズにちなんで 「Pieds Nickelés」と呼んでいた。事件発生時も襲撃犯たちは、たくさんのアルコール、アルコール入りの水の小瓶を持っており（ウイスキーのようなものであったとされる）。一部は完全に薬漬けにされていたという。マハマト・デビはテロ行為であると断定した。
これに対し、チャド治安当局に関係する匿名の情報筋は、襲撃犯はジハード主義組織ボコ・ハラムに属しているとメディアに語った。匿名の情報筋によれば、襲撃犯は大統領官邸を襲撃した際、銃器も持っていたという。
国際シンクタンクである国際危機グループのエンリカ・ピッコは、今回の襲撃事件と治安部隊の対応は、「大統領官邸での緊張が非常に高まっていることを示している」と述べた。さらにピッコは、「デビは、自身に取って代わろうとしたり、チャドのさまざまな問題への対処法を変えようとする多くの政敵がいることを知っている」と述べた。

## 余波
この攻撃を受けて、チャド軍は大統領官邸に通じるすべての道路を封鎖し、武装隊員が路上に配置された。装甲車は大統領官邸周辺の道路を回っていた。
チャドのマハマット・デビ大統領は公式フェイスブックで声明を発表し、攻撃の標的は自分であると考え、大統領官邸を守った警護隊に感謝すると述べた。また、襲撃犯の身元や動機はわかっておらず、完全な調査によって身元が判明するはずだと付け加えた。
アジズ・マハマット・サレハ国土交通相は自身のフェイスブックに、「深刻な事態ではなく、パニックでもなく、情勢は安定している」と投稿した。 アブデラマン・クラマラ外相はフェイスブックに投稿したビデオで、「ちょっとした事件だった。事態が不安定化するのを防ぐことに成功した。」と述べている。政府は襲撃犯とその動機について調査を開始した。ンジャメナ裁判所のオウマール・マハマット・ケデライ検事もこの襲撃事件を非難し、襲撃事件の共犯者や扇動者を特定するための刑事捜査が進行中であることを確認した。
中国外務省は、「チャドの安全及び安定を確保するためのチャドの努力を断固として支持する」と声明を出した。
現在までのところ、どの組織も事件への関与を否定している。